# Карлос, король-імператор
«Карлос, король-імператор» (ісп. Carlos, rey emperador) — іспанський історичний телесеріал, зрежисований Оріолом Феррером та спродюсований Diagonal TV для іспанської національної телекомпанії TVE. Серіал є сиквелом попереднього серіалу «Ізабелла» та розповідає про правління імператора Священної Римської імперії та короля Іспанії Карла V (Карлоса I). Прем'єра серіалу відбулася в 2015—2016 роках на телеканалі «La 1».

## Виробництво
У зніманнях брали участь режисери Оріол Феррер, Сальвадор Гарсія Руїс, Хорхе Торрегросса та Хоан Ногера. Сценарій серіалу написав Хосе Луїс Мартін.

## Сюжет
У серіалі йдеться про правління імператора Священної Римської імперії Карла V (за сумісництвом — короля Іспанії Карлоса I) з моменту його прибуття до Іспанії в 1517 році.

## У ролях
| Актор                  | Роль                              |
| ---------------------- | --------------------------------- |
| Альваро Сервантес      | імператор Карлос                  |
| Бланка Суарес          | імператриця Ізабелла              |
| Лая Маруль             | королева Хуана                    |
| Ерік Бальбас           | ерцгерцог Фердинанд               |
| Лая Коста              | Марія Австрійська                 |
| Гуйомар Пуерта         | Катерина Австрійська              |
| Марина Салас           | Елеонора Австрійська              |
| Моніка Лопес           | Маргарита Австрійська             |
| Пабло Арбуес           | Філіп II (у дитинстві)            |
| Марсель Боррас         | Філіп II (дорослий)               |
| Елісабет Ларена        | Марія Австрійська                 |
| Фелікс Гомес           | Фернандо Альварес де Толедо       |
| Альфонсо Бассаве       | Франциск I                        |
| Марія Ервас            | Маргарита Наваррська              |
| Ева Руфо               | Клавдія Бретанська                |
| Альберто Амарілья      | Генріх II                         |
| Сусі Санчес            | Луїза Савойська                   |
| Альберто Сан-Хуан      | Карл III де Бурбон                |
| Хоан Кросас            | Мануел I                          |
| Тамар Новас            | Жуан III                          |
| Меліда Моліна          | Катерина Арагонська               |
| Алекс Брендемюль       | Генріх VIII                       |
| Анхель де Андрес Лопес | папа Климент VII                  |
| Карлос Каньовський     | папа Лев X                        |
| Франсіско Ольмо        | папа Павло III                    |
| Франсеск Орелья        | кардинал Адріан Утрехтський       |
| Ферран Ауді            | Томас Кромвель                    |
| Блай Льйопіс           | кардинал Томас Волсі              |
| Іцасо Арана            | Марія-Мануела                     |
| Мінго Рафольс          | Мартін Лютер                      |
| Андрес Ліма            | Фрідріх III Саксонський           |
| Ярослав Бєльскі        | Якоб Фуггер                       |
| Еліо Педрегал          | Гійом де Крой                     |
| Хуанхо Пуігкорбе       | Меркуріно ді Гаттінара            |
| Рамон Бареа            | Фадріке Альварес де Толедо        |
| Віктор Клавіхо         | Франсіско Борджа                  |
| Роберто Альварес       | Хуан Пардо де Тавера              |
| Феле Мартінес          | Ніколя Перрно де Гранвель         |
| Даніель Перес          | Анн I де Монморансі               |
| Карлос Альварес-Новоа  | Леонардо да Вінчі                 |
| Мерічель Кальво        | Франсуаза де Фуа                  |
| Наталі Поса            | Жермена де Фуа                    |
| Ірен Руїс              | Марія Пачеко                      |
| Ісраель Елехальде      | Хуан Лопес де Падилья             |
| Альберто Іглесіас      | Антоніо де Мендоса                |
| Оскар Рабадан          | Бартоломе де лас Касас            |
| Хосе Луїс Гарсія Перес | Ернан Кортес                      |
| Віктор Дупла           | Луїс Понсе де Леон                |
| Люсія Баррадо          | Каталіна Хуарес (дружина Кортеса) |
| Іасуа Ларіос           | Малінче                           |
| Крістіан Есківель      | Монтесума II                      |
| Нельсон Данте          | Куаутемок                         |
| Хуанма Лара            | Дієго Веласкес де Куельяр         |
| Хосе Мая               | Франсіско Пісарро                 |
| —                      | Ізабелла Габсбург                 |
| Б'янка Чаушеску        | Анна де Післьо, герцогиня д'Етамп |
| Хосе Коронадо          | Максиміліан I Габсбург            |
| Анхела Кремонте        | Марія I Тюдор                     |
| Люсія Фуертес          | Хуана Австрійська                 |
| Пепе Осіо              | Херонімо де Агіляр                |
| Фіорелла Фальтояно     | Анна де Боже                      |
| Еусебіо Понсела        | кардинал Сіснерос                 |